# Wolfgang Gunkel
Wolfgang Gunkel (født 15. januar 1948 i Berlin, død 20. maj 2020) var en tysk roer og olympisk guldvinder.
I 1968 blev Gunkel sammen med Helmut Wollmann og styrmand Klaus-Dieter Neubert østtyske mestre i toer med styrmand, og de blev derpå udtaget til OL 1968 i Mexico City. Her vandt de deres indledende heat og semifinale, og i finalen var de også med i opløbet om medaljerne, men endte på en fjerdeplads, blot 0,15 sekund efter den danske båd.
Besætningen fra OL 1968 blev nummer to ved de østtyske mesterskaber i 1970, men fra 1971 var Wollmann udskiftet med Jörg Lucke, og denne besætning blev østtyske mestre og europamestre dette år.
Trioen var sammen med båden fra Tjekkoslovakiet favoritter ved OL 1972 i München, og Gunkels båd vandt da også planmæssigt det indledende heat og semifinalen. I finalen var de klart bedst og sejrede med et forspring på over to sekunder til tjekkerne, mens Rumænien vandt bronze.
Gunkel, Lucke og Neubert blev østtyske mestre i 1973 og 1974 samt europamestre i 1973, mens de vandt VM-sølv i 1974. I 1975 blev Neubert udskiftet med Bernd Fritsch som styrmand, og båden vandt igen det østtyske mesterskab dette år, fulgt op af VM-titlen.
Gunkel var med ved OL 1976 i Montreal som reserve, men kom ikke til at konkurrere. I 1977 var han skiftet til otter og var med til at vinde VM for DDR i denne båd.
Efter sin aktive karriere blev Gunkel uddannet ortopædkirurg og arbejdede på Institut für Forschung und Entwicklung von Sportgeräten (Institut for Forskning og Udvikling af Sportsudstyr). Han blev gift med Renate Boesler, der også var roer.

## OL-medaljer
- 1972:  Guld i toer med styrmand